# Toma del rectorado de la Universidad Central de Venezuela
La toma del rectorado de la Universidad Central de Venezuela fue una acción llevada a cabo el 28 de marzo de 2001 por un grupo de estudiantes universitarios de tendencia de izquierda que se apropiaron violentamente de las instalaciones del edificio, exigiendo una «constituyente universitaria».
La toma inició luego que después de la convocatoria de una asamblea en el Aula Magna, un grupo de estudiantes se apersonara en la sala de sesiones del Consejo Universitario, lanzaran bombas lacrimógenas y golpearan tanto a vigilantes como a profesores. Los hechos ocasionaron la suspensión de clases en la universidad. La toma duró por 36 días en los que la violencia fue escalando hasta el 3 mayo, cuando la comunidad estudiantil decidió responder ante la suspensión de clases y expulsaron a los tomistas por la fuerza del rectorado.

## Antecedentes
Giuseppe Giannetto se desempeñó como vicerrector de la Universidad Central de Venezuela (UCV) entre 1996 y 2000 durante la gestión de Trino Alcides Días; a pesar de sus diferencias ideológicas, dado que Trino era simpatizante del gobierno, ambos mantuvieron relaciones excelentes. Alcides Díaz posteriormente se desempeñaría como director del SUDEBAN, del SENIAT y como embajador de Venezuela en México. En las elecciones del rectorado Giannetto venció «aplastantemente» a Nelson Merentes, candidato del presidente Hugo Chávez y de Trino, y resultó electo para el cargo en 2000.
Durante su gestión Giannetto nombró como director del postgrado a Héctor Navarro y como coordinador del consejo de desarrollo científico a Nelson Merentes, los dos cargos académicos más importantes después de los decanos. El rector mantuvo buenas relaciones con el gobierno, y la articulación entre el ejecutivo y las autoridades universitarias consiguió que el Jardín Botánico y la Zona Rental regresaran a la tutela de la UCV. Adicionalmente, la Organización de las Naciones Unidas para la Educación, la Ciencia y la Cultura (UNESCO) inscribió oficialmente a la Ciudad Universitaria de Caracas en la lista de Patrimonio de la Humanidad el 2 de diciembre del 2000.
Más allá de los reclamos estudiantiles habituales dentro de la casa de estudios, había un clima de normalidad en el espacio universitario, con algunas excepciones. En enero del 2001, el Estadio Olímpico de la UCV fue tomado por el mismo grupo que unos meses más tarde protagonizaría la toma del rectorado de la universidad para impedir la realización del Caracas Pop Festival y repudiar “la privatización de los espacios universitarios”. Fernando Rivero, uno de los participantes de la toma del rectorado, para entonces era estudiante de octavo semestre de Filosofía y de tercer año de derecho y posteriormente miembros de la Asamblea Nacional Constituyente de Venezuela de 2017, declaró a El Estímulo que la posición era una las exigencias principales del movimiento.

## Toma del rectorado
La mañana del 28 de marzo de 2001, un grupo de estudiantes de diferentes facultades y escuelas de la universidad convocaron a una asamblea en el Aula Magna, convocatoria a la que se sumaron algunos miembros del gremio obrero y profesoral. Paralelamente, en la sala de sesiones del Consejo Universitario (CU), se estaba llevando a cabo el debate entre las autoridades y representantes estudiantiles con normalidad. En un momento se les notificó a los presentes sobre los hechos en el Aula Magna y que podían llegar hasta el Consejo Universitario. Un grupo de profesores, incluyendo a Luis Fuenmayor (quien era afecto al gobierno), fue designado para dialogar con los estudiantes en compañía de los vigilantes del recinto como respuesta a la actitud violenta que había tomado el grupo.
Cuando los estudiantes llegaron del Aula Magna, entre quienes los tomistas asumen la acción como "un acto de cobardía" por parte del rector, los profesores salieron para intentar mediar con ellos, diciéndoles que estaban discutiendo en el Consejo Directivo y que estaban por ser recibidos. Según Gianetto, el grupo estudiantil que irrumpió en la sala de sesiones era de alrededor de cien personas. Los estudiantes lanzaron bombas lacrimógenas y golpearon tanto a vigilantes como a profesores, quienes se refugiaron en la sala de sesiones. Gianetto suspendió el Consejo Universitario como respuesta a la violencia y se retiró a su oficina. Para el final de la tarde el ambiente violento se reforzó con la llegada de otros grupos simpatizantes a la revolución bolivariana. De acuerdo con el rector, desde su oficina escuchaba numerosas detonaciones.

En una entrevista, el rector Gianetto dice que alrededor de las 7 p. m. se le aproximó un vigilante, Sergio Troselt, quien le informó que afuera se encontraba el profesor Agustín Blanco Muñoz, el único profesor que había irrumpido en la sala de sesiones, y que había "[asegurado] su integridad física" si desalojaba el rectorado "porque él [era] el nuevo rector". Gianetto respondió:
"Mira, Sergio, dile a él y a los demás que yo de aquí salgo con la frente en alto o con los pies por delante, pero el rectorado no se entrega". 
Junto con la profesora Elizabeth Marval, secretaria de la universidad, y Margara Rincón, directora de recursos humanos, Gianetto decide atrincherarse en el despacho del rector, donde permanecen por cinco días. Los estudiantes se apropiaron de las instalaciones del edificio exigiendo una «constituyente universitaria». En el campus universitario se suspendieron las actividades académicas y comenzaron a circular rumores sobre la posible intervención de la universidad.
El presidente Hugo Chávez, si bien no desestimó los objetivos de los tomistas, tampoco los respaldó directamente. De acuerdo con Gianetto, el Ministro de la Secretaría de la Presidencia Elías Jaua lo había llamado para asegurarle que el gobierno no respaldaba los hechos. Avanzada la toma del rectorado, un tribunal introdujo un amparo y dio la orden para que las Fuerzas Armadas desalojaran la universidad. El gobierno intercedió y designó al fiscal general Isaías Rodríguez como mediador del conflicto. Dentro del chavismo no hubo una postura única con respecto a la toma. Los más radicales, entre quienes el rector destacó a Adina Bastidas, Eliécer Otaiza, Iris Varela y Freddy Bernal, defendían fervientemente a los tomistas, mientras que las corrientes más moderadas se mantuvieron neutrales.

## Desenlace
La comunidad estudiantil reaccionó negativamente contra los tomistas por la suspensión de clases y semanas después, el 3 de mayo, decidieron expulsar a los tomistas. Gianetto relata que los estudiantes asaltaron la sala de sesiones del Consejo Universitario, rompiendo la puerta de vidrio de acceso del edificio del rectorado dado que los tomistas la cerraron con cadenas, subiendo a la sala de sesiones y comenzando a sacar a los tomistas por la fuerza. Un numeroso grupo de estudiantes constituyeron un pasillo humano por el cual los sacaban a empujones.
Posterior a la toma del rectorado se solicitó apertura de un expediente y se designó a un instructor para que realizara una investigación de los hechos. Profesores y alumnos que evidenciaron los eventos testificaron en contra de los involucrados. Fernando Rivero fue expulsado por 5 años de la universidad por su participación en la toma, cuando le faltaban solo dos semestres para graduarse de la escuela de Filosofía. Entre los expulsados, pero con un expediente administrativo, estuvo el secretario general de la Asociación de Empleados Administrativos de la UCV, Eduardo Sánchez. El único participante que no fue sancionado fue el profesor Agustín Blanco Muñoz.

## Legado
La toma del rectorado daría origen al movimiento M-28, un movimiento chavista en la Universidad Central. La toma del rectorado fue uno de los episodios más violentos de la universidad desde la Masacre de Tazón de 1984, cuando efectivos de la Guardia Nacional dispararon e hirieron a al menos 35 estudiantes, aunque ninguno falleciera.